# Свен Ушић
Свен Ушић (Пула, 19. август 1958) је бивши југословенски и хрватски кошаркаш.
Током играчке каријере је наступао за екипу Цибоне. Са њима је освојио две титуле Купа европских шампиона, 1985. и 1986. године.
Са репрезентацијом Југославије је наступао на Европском првенству 1985. у Западној Немачкој.